# 城下停留場

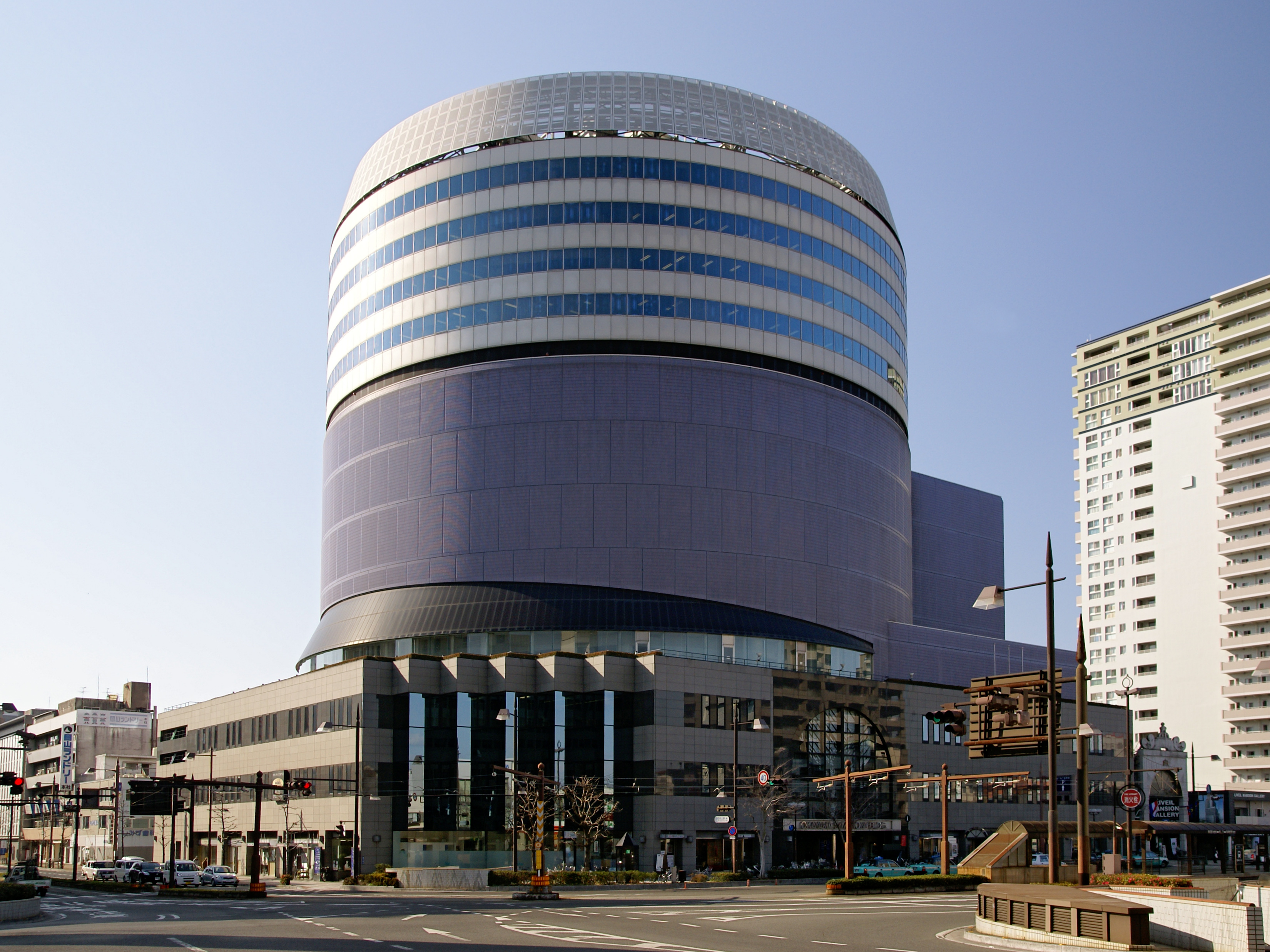
岡山交響樂廳

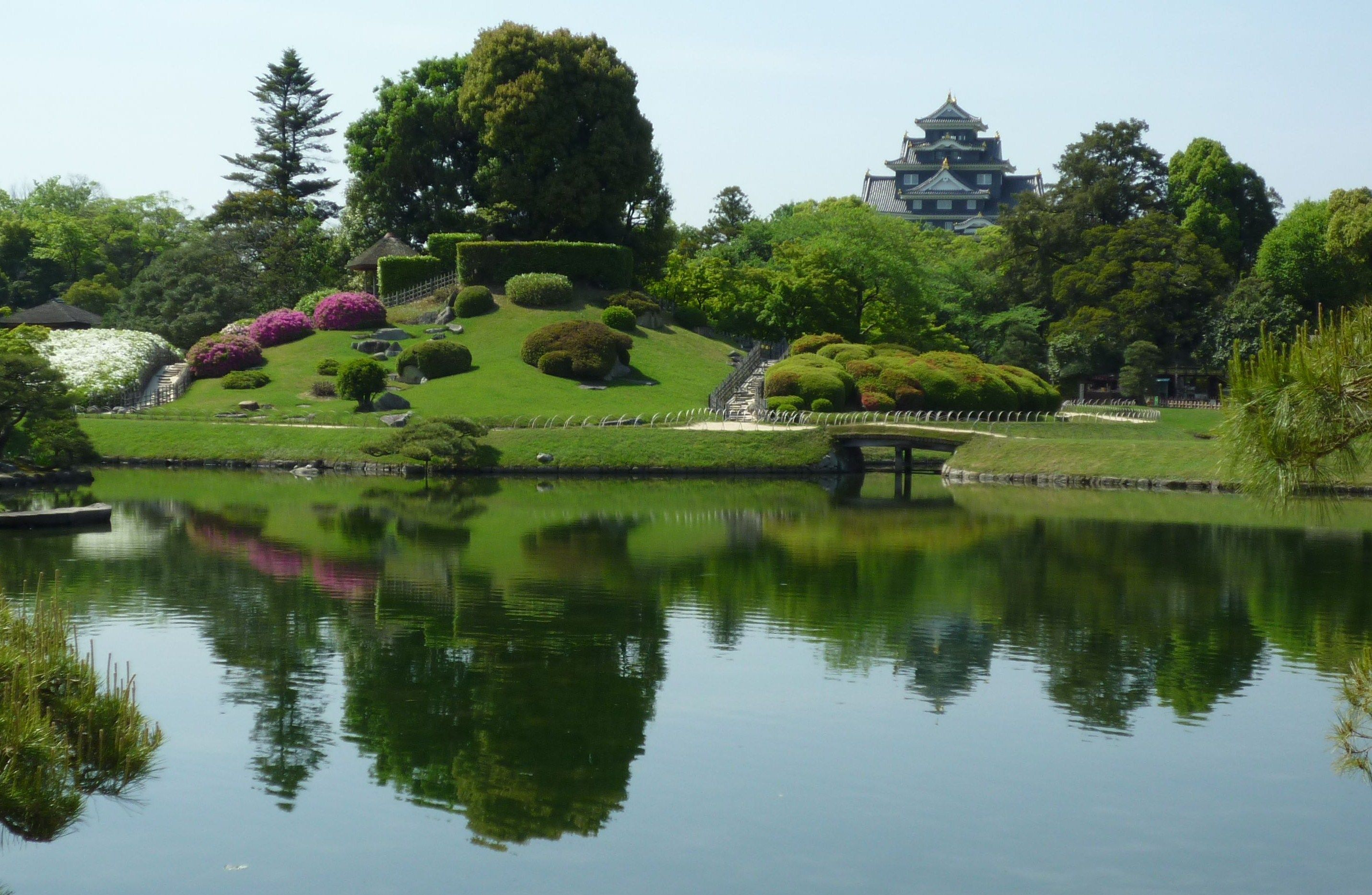
後樂園和岡山城

城下停留場（日语：／ Shiroshita teiryūjō */?），又稱城下電車站，是位於岡山縣岡山市北區天神町和表町一丁目，岡山電氣軌道東山本線的電車站。車站編號為H04。此站最接近後樂園和岡山城。

## 歷史
- 1912年（明治45年）5月5日 站前（現時：岡山站前）至御城下之間開通[1]，上之町停留場於現時電車站靠近終點站一方約100米開業[2]。
- 1943年（昭和18年）3月18日 上之町停留場廢止。
- 1949年（昭和24年）4月8日 上之町停留場復活。
- 1954年（昭和29年）12月20日 番町線的分支站與城下停留場（舊：御城下停留場）整合並把上之町停留場廢止。城下停留場改名為上之町停留場。
- 1968年（昭和43年）6月1日 番町線廢止，上之町停留場再度復活。
- 1970年（昭和45年）10月17日 電車站改名為表町入口停留場。
- 1985年（昭和60年）7月1日 電車站向起點遷移100米，並改名為城下停留場。

## 電車站構造
電車站是建造在共用行車道上。電車站設有1面2線的島式低地台月台。在月台靠近東山一端設有樓梯前往地底，位於路口地底的「城下」地下廣場。該地下廣場設有通道前往岡山交響樂廳、後樂園和縣立美術館方向。

## 電車站周邊
表町方向
- 宇野巴士「表町入口」巴士站
- 岡山縣道27號岡山吉井線（日语：岡山県道27号岡山吉井線）（桃太郎大通（日语：桃太郎大通り）、城下筋）
- 城下地下廣場
- 城下地下停車場
- 岡山交響樂廳
- 岡山表町商店街（日语：岡山表町商店街）
- 岡山洗衣店總部

後樂園、岡山城方向
- 烏城道
- 岡山市民會館（日语：岡山市民会館）
- 心臟病中心榊原醫院（日语：心臓病センター榊原病院）
- 岡山市立岡山後樂館中學·高等學校（日语：岡山市立岡山後楽館中学校・高等学校）
- RSK控股、RSK山陽放送總部
- 後樂園
- 岡山城
- 夢二鄉土美術館（日语：夢二郷土美術館）

天神町、石關町方向
- 岡電巴士、宇野巴士「美術館前」巴士站
- 岡山縣道400號後樂園線（日语：岡山県道400号後楽園線）（城下筋）
- 日本經濟新聞社岡山分局
- 兩備不動產
- 岡山東稅務署
- 岡山市立東方美術館（日语：岡山市立オリエント美術館）
- 岡山縣立美術館
- 岡山神社
- Cinema Clair（日语：シネマ・クレール）

## 巴士路線
在路口南邊設有「城下」巴士站（天滿屋、縣廳前方向）。在路口北邊設有「RSK本社前、美術館前」巴士站和「美術館前、RSK本社前」巴士站。在路口西邊設有「表町入口」巴士站。
使用Hareca乘車的乘客，可於此電車站與巴士站之間互相轉乘，並設有轉乘優惠，全程車費只計算整個行程。
停靠的巴士公司
- ■宇野巴士（宇野自動車）
- ■岡電巴士（岡山電氣軌道）
- ■八晃運輸（日语：八晃運輸）

### 一般路線（城下）
| 月台 | ■路線編號 | 巴士公司 | 方向                                             | 備註                     |
| ---- | --------- | -------- | ------------------------------------------------ | ------------------------ |
| 南行 | ■001      | 岡電     | （經天滿屋）岡山站                               |                          |
| 南行 | ■015      | 岡電     | （經天滿屋、岡山站、濟生會醫院）京山、池田動物園 |                          |
| 南行 | ■02H      | 岡電     | （經天滿屋、岡山站、市政廳、水道局）大學醫院     | 只於星期六、日及假期服務 |
| 南行 | ■M03 (3)  | 八晃     | 〔經Megurin益野線〕（縣廳前、東山、益野）新橋    |                          |

#### 一般路線（RSK本社前、美術館前）
| 月台 | ■路線編號 | 巴士公司 | 方向                                                                                      | 備註 |
| ---- | --------- | -------- | ----------------------------------------------------------------------------------------- | ---- |
| 北行 | ■018      | 岡電     | （經後樂園、濱）藤原團地                                                                  |      |
| 北行 | ■207      | 宇野     | （經弓之町、中區公所前、岡山Heart診所、新中島竹田橋、新屋敷團地、雄町、東岡山站前）東岡山 |      |

#### 一般路線（美術館前、RSK本社前）
| 月台 | ■路線編號 | 巴士公司 | 方向                                                     | 備註                     |
| ---- | --------- | -------- | -------------------------------------------------------- | ------------------------ |
| 南行 | ■001      | 岡電     | （經天滿屋）岡山站                                       |                          |
| 南行 | ■015      | 岡電     | （經天滿屋、岡山站、濟生會醫院）京山、池田動物園         |                          |
| 南行 | ■02H      | 岡電     | （經天滿屋、岡山站、濟生會醫院、市政廳、水道局）大學醫院 | 只於星期六、日及假期服務 |
| 南行 | ■207      | 宇野     | 表町巴士中心                                             |                          |

#### 一般路線（表町入口）
| 月台 | ■路線編號 | 巴士公司 | 方向 | 備註 |
| ---- | --------- | -------- | --- | ---- |
| 西行 | ■         | 宇野     | 岡山站 |      |
| 西行 | ■206      | 宇野     | （經岡山站、中區公所前・岡山Heart診所、新中島竹田橋、新屋敷團地、雄町、東岡山站前）東岡山                       |      |
| 西行 | ■210      | 宇野     | （經岡山駅、番町口、法界院、三野、原、玉柏、新道穗崎、新道河本、下市、町苅田、仁堀、周匝）湯鄉溫泉、林野站      |      |
| 西行 | ■216      | 宇野     | （經岡山站、番町口、法界院、三野、法界院、原、玉柏、新道穗崎、新道河本、赤磐市政廳口）尼奧波利斯東6丁目         |      |
| 西行 | ■219      | 宇野     | （經岡山站、番町口、法界院、三野、法界院、原、玉柏、新道穗崎、新道河本、赤磐市政廳口）尼奧波利斯西9丁目         |      |
| 西行 | ■229      | 宇野     | （經岡山站、番町口、法界院、三野、法界院、原、玉柏、新道穗崎、山陽團地西、下市、赤磐市政廳口）尼奧波利斯西9丁目 |      |
| 西行 | ■233      | 宇野     | （經岡山站、番町口、法界院、三野、法界院、原、玉柏、新道穗崎、山陽團地西→中）循環 山陽呂地                      |      |
| 西行 | ■236      | 宇野     | （經岡山站、番町口、法界院、三野、法界院、原、玉柏、新道穗崎、山陽團地中、下市、赤磐市政廳口）尼奧波利斯東6丁目 |      |
| 西行 | ■239      | 宇野     | （經岡山站、番町口、法界院、三野、法界院、原、玉柏、新道穗崎、山陽團地中、下市、赤磐市政廳口）尼奧波利斯西9丁目 |      |
| 東行 | ■         | 宇野     | 表町巴士中心 |      |
| 東行 | ■205      | 宇野     | （經表町巴士中心、縣廳前、國富、藤原、清水、國府市場、湯迫）四御神                                              |      |
| 東行 | ■251b     | 宇野     | （經表町巴士中心、縣廳前、國富、二本松・兼基）長岡團地                                                          |      |
| 東行 | ■251      | 宇野     | （經表町巴士中心、縣廳前、國富、二本松・兼基）長岡站前（東岡山站南出口）                                        |      |
| 東行 | ■252      | 宇野     | （經表町巴士中心、縣廳前、國富、二本松・兼基、長岡、平島）八日市                                                |      |
| 東行 | ■253      | 宇野     | （經表町巴士中心、縣廳前、國富、二本松・兼基、長岡、平島、八日市、伊部）片上                                    |      |
| 東行 | ■254      | 宇野     | （經表町巴士中心、縣廳前、國富、二本松・兼基、長岡、平島）瀨戶站                                                |      |
| 東行 | ■256      | 宇野     | （經表町巴士中心、縣廳前、國富、二本松・兼基、長岡、平島、瀨戶站、下市、赤磐市政廳）尼奧波利斯東6丁目           |      |
| 東行 | ■259      | 宇野     | （經表町巴士中心、縣廳前、國富、二本松・兼基、長岡、平島、瀨戶站、下市、赤磐市政廳）尼奧波利斯西9丁目           |      |
| 東行 | ■M03 (3)  | 八晃     | 〔Megurin 益野線〕（經縣許廳前、東山、益野）新橋                                                                |      |

## 相鄰電車站
岡山電氣軌道
■東山本線
柳川（H03）－城下（H04）－縣廳通（H05）

## 注腳
1. ↑  岡山電気軌道　路面電車のあゆみ （页面存档备份，存于）（日語）
2. ↑  《日本鉄道旅行地図帳11号中国・四国》，新潮社，2009年、ISBN 978-4-10-790029-6 。
3. ↑   (PDF). 両備バス.   [2018-09-23]. （原始内容 (pdf)存档于2018-09-23） （日语）.

## 外部連結
- 岡山電気軌道株式会社 電車事業部（路面電車） （页面存档备份，存于）（日語）